# Мезигер
Мезигер (нем. Meesiger) — община в Германии, районный центр, расположен в земле Мекленбург-Передняя Померания.
Входит в состав района Деммин. Подчиняется управлению Деммин-Ланд.  Население составляет 259 человек (на 31 декабря 2010 года). Занимает площадь 8,98 км².